# 外城田站

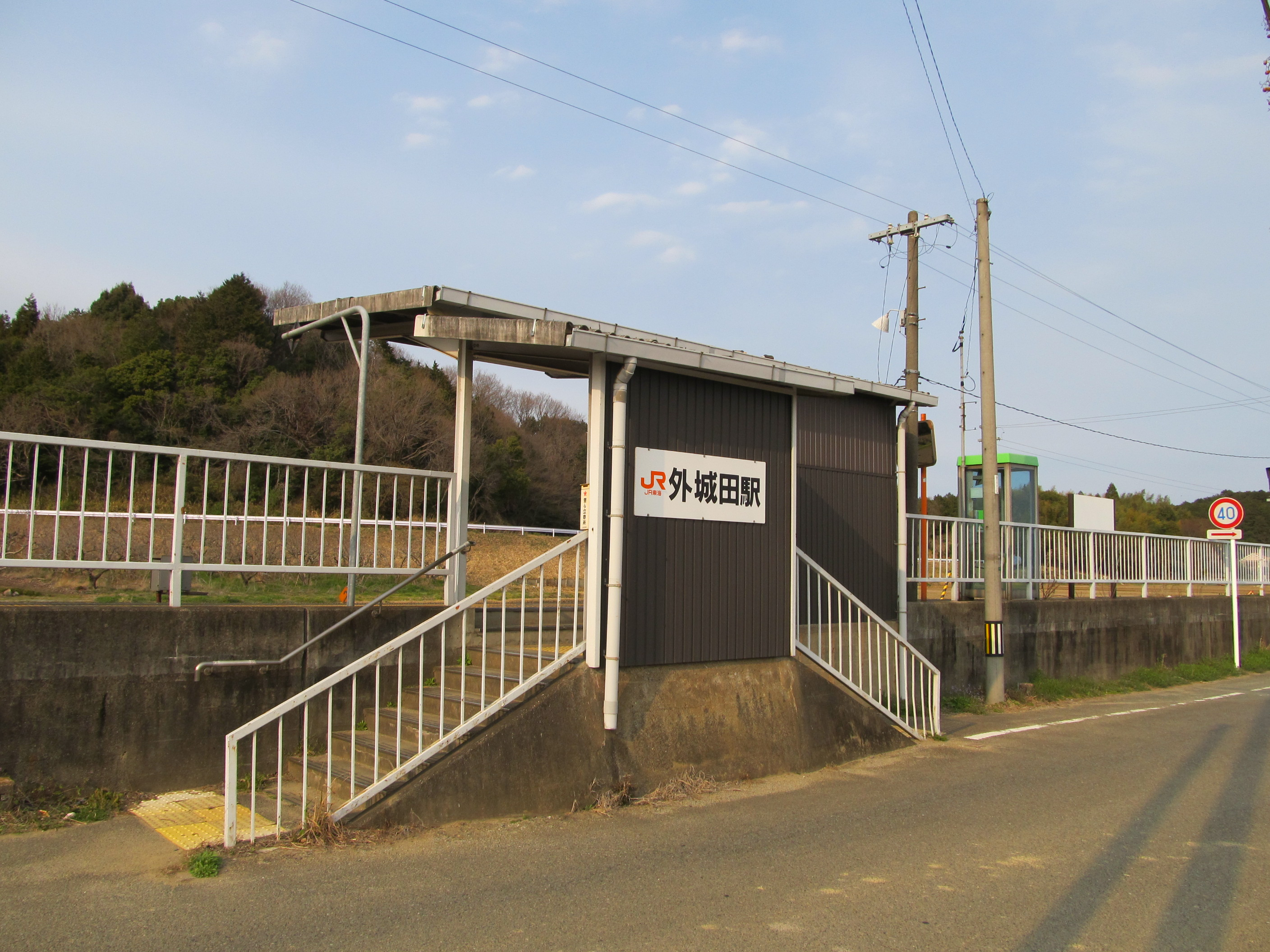
出入口

外城田站（日语：／ Tokida eki */?）是位於三重縣多氣郡多氣町土羽，東海旅客鐵道（JR東海）的參宮線車站。
以伊勢市站作為起終點站的快速「三重」會停靠此站。

## 歷史
- 1963年（昭和38年）4月1日 - 參宮線多氣至田丸之間開設此站[1]。
- 1987年（昭和62年）4月1日 - 伴隨國鐵分割民營化，車站由東海旅客鐵道（JR東海）營運[1]。

## 車站構造
車站是一座地面車站，設有1面1線的單式月台。此站是由多氣站管理的無人車站，沒有車站大樓。車站出入口直接連接月台。

## 利用狀況
根據「三重縣統計書」，以下為1日平均乘車人次列表：
| 年度   | 1日平均 乘車人次 |
| ------ | ---------------- |
| 1998年 | 95               |
| 1999年 | 101              |
| 2000年 | 92               |
| 2001年 | 85               |
| 2002年 | 82               |
| 2003年 | 82               |
| 2004年 | 85               |
| 2005年 | 86               |
| 2006年 | 88               |
| 2007年 | 88               |
| 2008年 | 87               |
| 2009年 | 87               |
| 2010年 | 95               |
| 2011年 | 97               |
| 2012年 | 114              |
| 2013年 | 113              |
| 2014年 | 115              |
| 2015年 | 108              |
| 2016年 | 120              |
| 2017年 | 121              |
| 2018年 | 123              |
| 2019年 | 109              |

## 車站周邊
在多氣 - 外城田 - 田丸之間，鐵路線與舊道伊勢本街道並行。
由於車站鄰近度會郡玉城町蚊野地周和朝久田地區，上述兩處的乘客也會使用此站。
- 御船神社、牟彌乃神社（日语：御船神社 (多気町)）
- 蚊野神社、蚊野御前神社（日语：蚊野神社）
- 朽羅神社（日语：朽羅神社）
- 棒原神社（日语：棒原神社）
- 坂手國生神社（日语：坂手国生神社）
- 幸福之宮（日语：しあわせの宮）

## 相鄰車站
東海旅客鐵道（JR東海）
參宮線
部分快速「三重」停車站
多氣－外城田－田丸

## 注腳
1. 1 2 3  曾根悟（監修）. 朝日新聞出版分冊百科編集部（編集） , 编. . 週刊朝日百科. 25号 紀勢本線・参宮線・名松線. 朝日新聞出版. 2010-01-10: 25 （日语）.
2. ↑  三重県統計書 （页面存档备份，存于） - 三重県